# Prefetto marittimo
Il prefetto marittimo, in Francia, è un funzionario dello Stato che esercita l'autorità sul mare in una particolare regione (una Préfecture maritime). In qualità di funzionario statale, riferisce al Primo ministro. Ma il prefetto marittimo è contemporaneamente incaricato di operazioni militari, e per questo fa capo anche al capo di stato maggiore (CEMA, o Chef d'état-major des armées).
La funzione è stata creata nel 1800 per unificare il comando dei porti (amministratore civile) e il comando della Marina (Ammiraglio).
Il prefetto marittimo è responsabile della sovranità francese in mare, del monitoraggio delle operazioni, della sicurezza degli utenti, delle operazioni di polizia e di soccorso, ecc. Comanda anche tutte le navi armate collegate al suo posto.
A partire dal 2019, i prefetti marittimi sono:
- Mar Mediterraneo (Tolone): Viceammiraglio di squadriglia Laurent Isnard[2]
- Canale della Manica: Viceammiraglio Philippe Dutrieux[3]
- Atlantico: Viceammiraglio di squadriglia Olivier Lebas[4]